# باغ وحش شیشه‌ای (فیلم ۱۹۸۷)
باغ وحش شیشه‌ای (انگلیسی: The Glass Menagerie) فیلمی به کارگردانی پل نیومن است که در سال ۱۹۸۷ منتشر شد. از بازیگران آن می‌توان به جوآن وودوارد، جان مالکوویچ، کارن آلن و جیمز ناتن اشاره کرد.